# Clara Ng
 (décembre 2023).
Le contenu est difficilement compréhensible vu les erreurs de traduction, qui sont peut-être dues à l'utilisation d'un logiciel de traduction automatique.
Clara Ng (nom de famille prononcé [ŋ̍]), née Régina Juana le 28 juillet 1973 à Jakarta, est une écrivaine indonésienne connue à la fois pour sa fiction pour adultes et sa littérature pour enfants.
Durant son enfance à Jakarta, Ng aimait lire et lisait profusément pour son âge. Après avoir terminé ses études primaires et secondaires en Indonésie, période pendant laquelle elle s'est mise à l'écriture, Ng est allée aux États-Unis pour étudier à l'Ohio State University. Après avoir obtenu son diplôme en 1997, elle a travaillé aux États-Unis pendant un an avant de retourner en Indonésie pour travailler dans une compagnie maritime. Après trois ans de travail là-bas, au cours desquels elle s'est mariée et a fait deux fausses couches, Ng a arrêté de travailler pour devenir écrivaine professionnelle. Sa trilogie Indiana Chronicle a eu du succès. Depuis, elle a publié plusieurs romans, ainsi que de nombreuses nouvelles (dont une anthologie) et vingt et un livres pour enfants, ainsi que quelques recueils de contes de fées.
Ng, qui est mère au foyer, écrit pendant son temps libre à la maison. Ses sujets sont différents selon le genre dans lequel elle écrit ; ses œuvres destinées aux adultes traitent souvent de groupes minoritaires, tandis que ses livres pour enfants sont destinés à enseigner l'empathie. Ses œuvres pour enfants ont remporté trois prix Adhikarya de l'Association des éditeurs indonésiens, et des groupes LGBT ont loué son roman Gerhana Kembar ( Twin Eclipse ; 2007) pour avoir évité tout stéréotype. Cependant, certains éducateurs ont protesté contre le manque de message moral explicite dans ses livres pour enfants.

## Biographie

### Jeunesse
Ng est née à Jakarta le 28 juillet 1973 sous le nom de Clara Regina Juana et a grandi dans le sous-district de Kemayoran. Elle a commencé à lire dès son plus jeune âge, apparemment capable de lire les traductions des Aventures de Tintin dès la maternelle. Elle a également apprécié le conte de fées La Reine des Neiges de Hans Christian Andersen, qui a influencé son écriture. À l'âge de 11 ans, elle lisait des œuvres pour adultes de Mira Widjaja Wong. Ng a fréquenté l'école primaire Budi Mulia de 1979 à 1986, puis a fréquenté l'école intermédiaire Van Lith jusqu'en 1989; c'est au collège qu'elle a appris elle-même l'écriture créative et a commencé à créer des œuvres. Elle a terminé ses études secondaires à Bunda Hati Kudus et a obtenu son diplôme en 1992. Au lycée, elle s'est intéressée aux questions sociales, notamment à la discrimination à laquelle sont confrontées les Indonésiens d'origine chinoise, les personnes LGBT et les femmes.
Après le lycée, Ng est allé aux États-Unis et a commencé à étudier à l'Université dominicaine de l'Ohio à Columbus, Ohio, mais est ensuite partie pour l'Université d'État de l'Ohio; elle a obtenu un baccalauréat en communications interpersonnelles en 1997. Aux États-Unis, elle a lu de nombreux livres pour enfants ; ceux-ci ont influencé plus tard ses écrits. Après avoir obtenu son diplôme, elle a passé un an à travailler aux États-Unis avant de retourner en Indonésie en 1998. À son retour en Indonésie, elle a passé trois ans à travailler dans le département des ressources humaines de Hanjin Shipping, mais a quitté l'entreprise après avoir fait deux fausses couches, la première alors qu'elle était enceinte de sept mois et la seconde à sept semaines,  , . Tout en restant à la maison, elle se met alors à écrire.

### Carrière d'écrivaine
Ng a fait ses débuts en tant que romancière avec Tujuh Musim Setahun ( Sept saisons par an ) en 2002, qui s'est mal vendu. Elle s'est fait connaître grâce à sa trilogie Indiana Chronicle, qui comprend Blues (2004), Lipstick (2005) et Bridesmaid (2005). Ces œuvres étaient classées dans la littérature populaire, mais les lecteurs s'identifiaient aux personnages principaux : les travailleuses urbaines. Le magazine Tempo note que la trilogie a été pionnière du genre metro pop en Indonésie. Entre Lipstick et Bridesmaid, un autre roman, The (Un)Reality Show, est sorti en 2005.
En 2006, la nouvelle de Ng Rahasia Bulan (« Le secret de la lune ») a été incluse dans un recueil éponyme de nouvelles lesbiennes et gay. L'ouvrage comprenait également des histoires d'Alberthiene Endah, Djenar Maesa Ayu et Indra Herlambang. Cette année-là, elle publie deux romans : Dimsum Terakhir ( The Last Dim Sum ) et Utukki : Sayap Para Dewa ( Utukki : Wings of the Gods ). L'année suivante, Ng publie deux autres romans, Tiga Venus ( Three Venuses) et Gerhana Kembar ( Twin Eclipse ). Ce dernier, initialement publié sous forme de feuilleton dans le journal Kompas, puis repris par Gramedia, portait sur le lesbianisme. Le titre est le résultat de la combinaison par Ng du Soleil (généralement représentatif des hommes) et de la Lune (généralement représentative des femmes) pour créer un symbole uni pour représenter l'homosexualité. Ng a lancé un recueil de nouvelles, Malaikat Jatuh ( Fallen Angel ) en 2008. Cette collection traitait principalement de la mort. Elle a été suivie en 2009 par le roman Tea For Two, publié pour la première fois sous forme de feuilleton dans Kompas.
La nouvelle de Ng Barbie a été adaptée en film par l'acteur et présentateur Raffi Ahmad en 2010, avec Yuni Shara dans le rôle principal. Barbie suit l'histoire d'une chanteuse de boîte de nuit et de son amant, agent de sécurité du club. Le film a été présenté en première au festival du film indépendant LA Lights. La même année, elle publie deux autres livres, Dongeng Tujuh Menit ( Le conte de fées de sept minutes ) et Jampi-jampi Varaiya ( Les Incantations de Varaiya ), . Une autre de ses nouvelles, Mata Indah, a été incluse dans l'anthologie lesbienne Un Soir du Paris; parmi les autres écrivains de l'anthologie figuraient Seno Gumira Ajidarma, Ucu Agustin et Noor.
En 2010, Ng, Agus Noor et Eka Kurniawan ont créé la communauté Fiksimini sur Facebook afin de critiquer le travail de chacun, avant de passer ensuite à Twitter. En 2011, la communauté, avec environ 70 000 abonnés, permet aux écrivains, professionnels et en herbe, de tweeter une idée dans les limites techniques de 140 caractères qui pourrait faire réfléchir le lecteur. Le 1er juillet 2011, Ng a publié Ramuan Drama Cinta ( Love Potion Drama ) et en novembre, elle a publié Dongeng Sekolah Tebing ( Fairytales from the School on the Cliff ), un recueil de 53 histoires sur des enfants qui fréquentent une école sur une falaise.
En plus d'écrire des romans et des nouvelles, elle écrit également des livres pour enfants, un genre dans lequel elle s'est lancée en raison du manque d'œuvres en langue indonésienne. En 2008, Ng a avait déjà écrit 21 livres de ce type répartis en trois séries : Berbagi Cerita Berbagi Cinta ( Sharing Stories, Sharing Love; commencé en 2006 et comptant sept livres), Sejuta Warna Pelangi ( A Million Colours of the Rainbow; commencé en 2007 et comptant neuf livres), et Bagai Bumi Berhenti Berputar ( As If the Earth Stopped Rotating ; commencé en 2008 et compte cinq livres), .

## Style
Les personnages principaux de Ng sont généralement des femmes. Ces personnages n'occupent généralement pas le même emploi ; certaines professions exercées par ses personnages incluent une employée de bureau, une employée d'un élevage, et une propriétaire d'atelier de réparation automobile. Ses histoires pour enfants sont écrites simplement, illustrées et traitent des sentiments des enfants; elles visent à donner plus d’empathie aux enfants. Les noms des personnages sont choisis pour être faciles à retenir.

## Réception
Ng a reçu plusieurs prix. Son histoire pour enfants de 2006, Rambut Pascal ( Pascal's Hair, de la série Berbagi Cerita ) a remporté le prix Adhikarya du meilleur livre pour enfants de l'Association des éditeurs indonésiens ( Ikatan Penerbit Indonesia, ou IKAPI). L'année suivante, elle remporte le même prix pour Sejuta Warna Pelangi. Un autre a suivi en 2008 pour Jangan Bilang Siapa-Siapa ( ne le dit à personne )  .
A. Junaidi, écrivant pour le Jakarta Post, note que Gerhana Kembar a été bien accueilli par la communauté LGBT indonésienne car elle ne liait pas l'homosexualité à des problèmes négatifs comme la consommation de drogues.
Ng note que les histoires de ses enfants ont été généralement bien accueillies. Cependant, certains éducateurs sont déçus du manque d’un message moral explicite ; Ng soutient que ses livres ont de multiples interprétations : celles des enfants et celles des adultes.

## Vie privée
Ng est mariée à Nicholas Ng, un citoyen malaisien qu'elle a rencontré alors qu'elle travaillait à Hanjin Shipping; le couple s'est marié en 2000. Ensemble, ils ont deux enfants. Elle vit à Tanjung Duren, Jakarta-Ouest. Selon une interview accordée à Compas, Ng est une mère qui reste à la maison et écrit dans un bureau de sa maison. Elle écrit en son temps libre, généralement le matin, car l'après-midi, elle doit récupérer ses enfants.